# Macrocoma pulchella
Macrocoma pulchella är en bladmossart som beskrevs av Dale Hadley Vitt 1973. Macrocoma pulchella ingår i släktet Macrocoma och familjen Orthotrichaceae. Inga underarter finns listade i Catalogue of Life.